# Great Saint James
Great Saint James privatni je otok u Američkim Djevičanskim otocima, smješten na istočnom kraju St. Thomasa i pripada podokrugu East End, Saint Thomas. Površina otoka je oko 67 hektara, a nalazi se 400 metara jugoistočno od Saint Thomasa. Otok je bio u vlasništvu financijera i seksualnog prijestupnika Jeffreya Epsteina, zajedno sa susjednim otokom Little Saint James.
Uvala na zapadnoj strani otoka Great Saint James, Christmas Cove, popularno je mjesto za ronjenje i privezište za dnevne čartere brodova i jahti. Dostupna su 22 veza (ali se ne održavaju redovito).

## Vlasništvo
Veliki Saint James je u jednom trenutku vrijedio 3 milijuna američkih dolara kada ga je posjedovala žena. Kasnije je umrla u jednoj švicarskoj brvnari. Otok je naknadno podijeljen na parcele i naslijedilo ga je troje ljudi.
Članovi obitelji danskog političara Christian Kjær je posjedovao Great Saint James od kasnih 1970-ih. Igrač Miami Dolphinsa Jason Taylor kupio je otok uz pomoć poslovnih ljudi Roberta Addieja i Jorgea M. Péreza 2004. godine. Međutim, uslijedila je razmjena tužbi koja je trajala do prosinca 2013. kada je Taylor primio "većinu, ali ne sve" svog predujma, kako je izvijestio Miami Herald.
U ožujku 2022. Great Saint James i susjedni Little Saint James stavljeni su na prodaju za 125 milijuna dolara. Odvjetnik Epsteinove ostavštine izjavio je da planiraju iskoristiti prihod od prodaje za namirenje niza tužbi. Bespoke Real Estate, agencija koja zajednički nadzire prodaju, izjavila je da su dodatne informacije o popisu dostupne samo potencijalnim kupcima.

### Jeffrey Epstein
Great Saint James je 2016. za 22,5 milijuna dolara kupio financijer i seksualni prijestupnik Jeffrey Epstein. Epstein je već posjedovao susjedni otok Little Saint James. BT je izvijestio da je u nekom trenutku dok je Kjær posjedovao 32.4 ha otoka, Epstein je pokušao kupiti otok, ali prodaja nije prošla, djelomično jer su otočani "molili" Kjæra i njegovu suprugu Susan Astani da ne prodaju zemlju Epsteinu. Astani je rekao da su se u to vrijeme šuškalo o Epsteinovim "seksualnim preferencijama". Kako bi sakrio svoj identitet, Epstein je sultana Ahmeda bin Sulayema proglasio krajnjim stvarnim vlasnikom protiv njegove volje i kupio Kjærove tri parcele preko svoje fiktivne korporacije Great St. Jim LLC, za 17,5 milijuna USD 18. siječnja 2016. He bought the rest of the island (twelve parcels totalling 8.122 acres (3.287 ha)) through the same LLC from GSJ Properties Corp. for US$5 million on January 21, 2016.
Epstein je bio u sukobu s Odjelom za planiranje i prirodne resurse Djevičanskih otoka (DPNR) oko propisa o korištenju zemljišta. Povjerenik DPNR-a Jean-Pierre Oriol rekao je: "Otkako je postojao aktivan vlasnik otoka, došlo je do izgradnje unutar tri mjeseca od toga, tako da je bilo prilično aktivno." Great St. Jim LLC ovlastio je nekoliko službenika Epsteinove neprofitne organizacije Gratitude America Ltd. da djeluju u ime Poplar Inc., čiji je predsjednik Epstein prema potvrdi o dužnosti, u pogledu svih transakcija uključujući one koje se odnose na pitanja izdavanja dozvola. U travnju 2016., nakon što je DPNR primio pritužbe da Epstein čisti otok bez dozvole, naređena je obustava i odustajanje te je Great St. Jim LLC prvotno kažnjen s 280.000 USD, no Epstein se nagodio s kaznom od 70.000 USD.. Epstein je također poslao ukupno 320.000 američkih dolara u čekovima putem svojih zaklada neprofitnoj Povijesnoj zakladi Svetog Thomasa kako bi izbjegao kazne vlade, međutim, Epstein je navodno krivo shvatio naredbu da se dio naselja pošalje lokalnom projektu očuvanja. Prema Epsteinovom odvjetniku, donacije su Epsteinu vratili zaposlenici DPNR-a 2017. Predsjednik Historical Trusta Malcolm Schweizer rekao je u kolovozu 2019.: "Ako je s Epsteinom u ime Povijesne zaklade St. Thomas sklopljen bilo kakav dogovor o povratu sredstava, to je učinjeno na prijevaru i bez našeg znanja. I dalje planiram tražiti povrat svih 320.000 dolara Povijesnoj zakladi St. Thomas i čekam rezultate istrage FBI-a prije nego što poduzmem daljnje korake." Epsteinu je 28. listopada 2016. DPNR izdao još jednu naredbu o prekidu i odustajanju zbog nedopuštenog "razvoja u obalnom području".
The Virgin Islands Daily News izvijestile su o komunikaciji između Epsteinovog osoblja i DPNR-a u vezi s dozvolama za građevinske planove i zahtjevima za izdavanje dozvola. Dokumenti i planovi pokazuju privatnu cestu, "pristanište za teglenicu, dvije kuće, vikendice, amfiteatar, vrtove, pomorski električni kabel, solarnu bateriju i generator, zgradu za skladištenje, sigurnosnu zgradu, radnu šupu i strojarnicu i 'podvodni ured & bazen'. Zahtjev za izdavanje dozvole odnosi se na napore za ublažavanje ugroženih koralja i udava na Djevičanskim otocima, koji je uočen na otoku tijekom posjeta lokaciji, i ukazuje da će javnost i dalje imati slobodan pristup obali otoka, što uključuje uvalu Christmas Cove." Prema časopisu New York, Epstein je "zatvorio Christmas Cove" nakon što je kupio otok.
Dana 21. prosinca 2018. Epstein je dobio nalog za obustavu rada od Uprave obalnog područja. Nakon toga je optužen da je prekršio nalog "tako što nije uklonio kabanu bara na plaži i proširio prilaz", piše The New York Times. Povjerenik DPNR-a Jean-Pierre Oriol rekao je da bi Epstein mogao biti kažnjen s više od milijun američkih dolara zbog građevinskih aktivnosti uključujući "prekomjernu količinu dodatnih cesta koje su isklesane na otoku, [jer] su postojala dva pristaništa, materijal za ispunu je bio postavljen u potopljeno zemljište, tako da postoje dokazi o radu koji nadilazi ono za što se prvobitno tražilo. Točna količina stvari tek se utvrđuje”. Prema The Virgin Islands Daily News, fotografije na društvenim mrežama pokazale su građevinske radove oko lipnja 2019. Do srpnja 2019. Uprava obalnog područja i predstavnici Epsteina dogovorili su posjet radi inspekcije. Radili su na rješavanju ekoloških problema poput onih koji su proizašli iz erozije i presijecanja ceste. Pomoćnik povjerenika DPNR Keith Richards rekao je da su "Epsteinovi predstavnici [podnijeli] zahtjev za najmanje četiri manje dozvole", ali da je "samo jedna manja dozvola za izgradnju jarbola za zastavu i popravak cisterni [bila] odobrena". Uprava obalnog područja naredila je uklanjanje jednog od pristaništa. Oko srpnja 2019. Agencija za zaštitu okoliša SAD-a posjetila je Great Saint James.
Epstein je uhićen u srpnju 2019. i priznao je u izjavi pod zakletvom da posjeduje Great Saint James. Nakon Epsteinove smrti u kolovozu 2019. više dozvola još je bilo u postupku. Istraživačka tvrtka u vlasništvu vlasnika građevinskih tvrtki iz Saint Croixa podnijela je zahtjev za privremenu dozvolu za iskrcaj teglenice kako bi omogućila građevinske radove. Vlasnik, Jeffrey Bateman, rekao je za Epsteina: "Jednostavno je imao puno novca. Ljudi s puno novca mogu kupiti otoke." Epstein nije ništa izgradio na Great Saint Jamesu prije svoje smrti.

## Galerija
- Božićna uvala
- Zgrade na obali

## Vanjske poveznice
|  | Zajednički poslužitelj ima još gradiva o temi Great Saint James |